# Epsilon Pegasi

Epsilon Pegasi / Enif, pe harta constelației

Epsilon Pegasi (ε Peg / ε Pegasi) este o stea în constelația Pegas. Ea poartă și numele tradițional de Enif.

## Caracteristici
Este o supergigantă portocalie, de circa 175 de ori mai mare decât Soarele și de 11 ori mai masivă, aflată în ultima fază a evoluții sale stelare și poate fi, prin urmare, considerată ca o stea muribundă. Nu se știe dacă va exploda într-o supernovă sau va deveni o pitică albă, întrucât masa sa se află la limita dintre stelele destinate să explodeze și cele destinate să se prăvălească. Este catalogată ca stea variabilă, deoarece a procedat la ejecția unei mari cantități de materie în 1972, care a condus-o temporar la magnitudinea de 0,70.

## Denumire
Numele de „Enif” derivă dintr-un cuvânt arab: الأنف, care semnifică „nas”, deoarece se află în botul Pegasului.

## În ficțiune
Epsilon Pegasi este amplasamentul unui avanpost major în jocul FreeSpace 2, Station Enif.